# Syringa vulgaris 'Aucubaefolia'
Syringa vulgaris 'Aucubaefolia' (Аукубафолия) — пестролистный сорт сирени обыкновенной. Используется в озеленении. Распространён не широко. Спорт сорта 'President Grevy'. Цветением и строением кустов сходен с исходным сортом. Отличается лишь окраской листьев, которые имеют жёлтые пятнышки и полоски и напоминают листья аукубы. Такая окраска листьев не является вирусным заболеванием. Сходную окраску листьев имеют и другие сорта сирени ('Dappled Dawn', 'Wittbolds Variegated').

## Описание сорта
Кусты высокие, маловетвистые, с толстыми, светло-серыми побегами.
Листья светло-зелёные с жёлтыми пятнышками и полосками.
Бутоны округлой формы, розово-лиловые. Цветки лиловато-голубоватые с синевой, крупные, полумахровые, ароматные. Лепестки овальные или тупозаострённые, выпукло-вогнутые.
Соцветия крупные из одной-трёх пар узкоконических, рыхлых, прочных метёлок длиной до 25 см.
Цветёт обильно, в средние сроки, но не ежегодно.
Иногда под названием 'Aucubaefolia' реализуется сорт 'Dappled Dawn' (его цветки не являются полумахровыми).

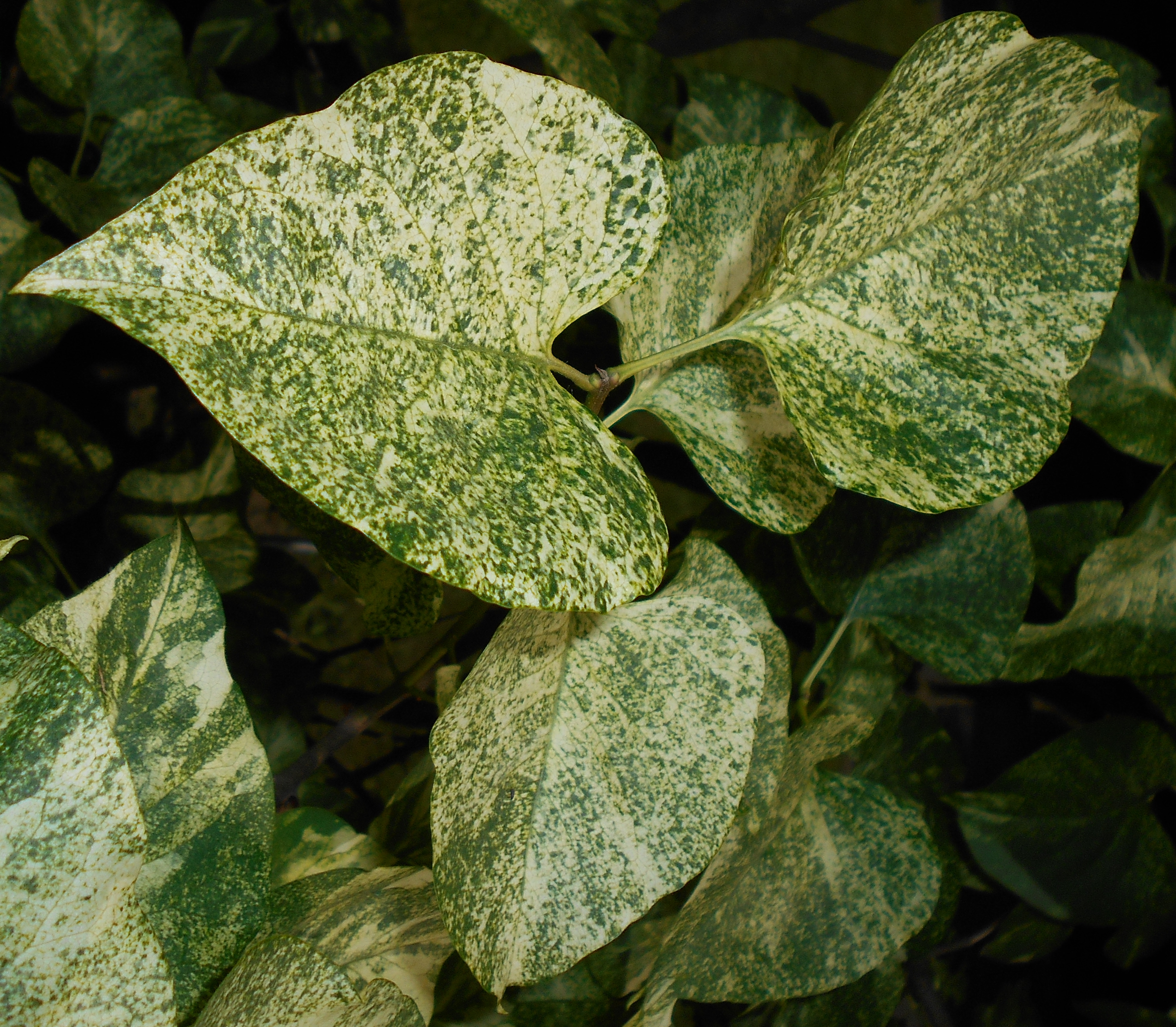
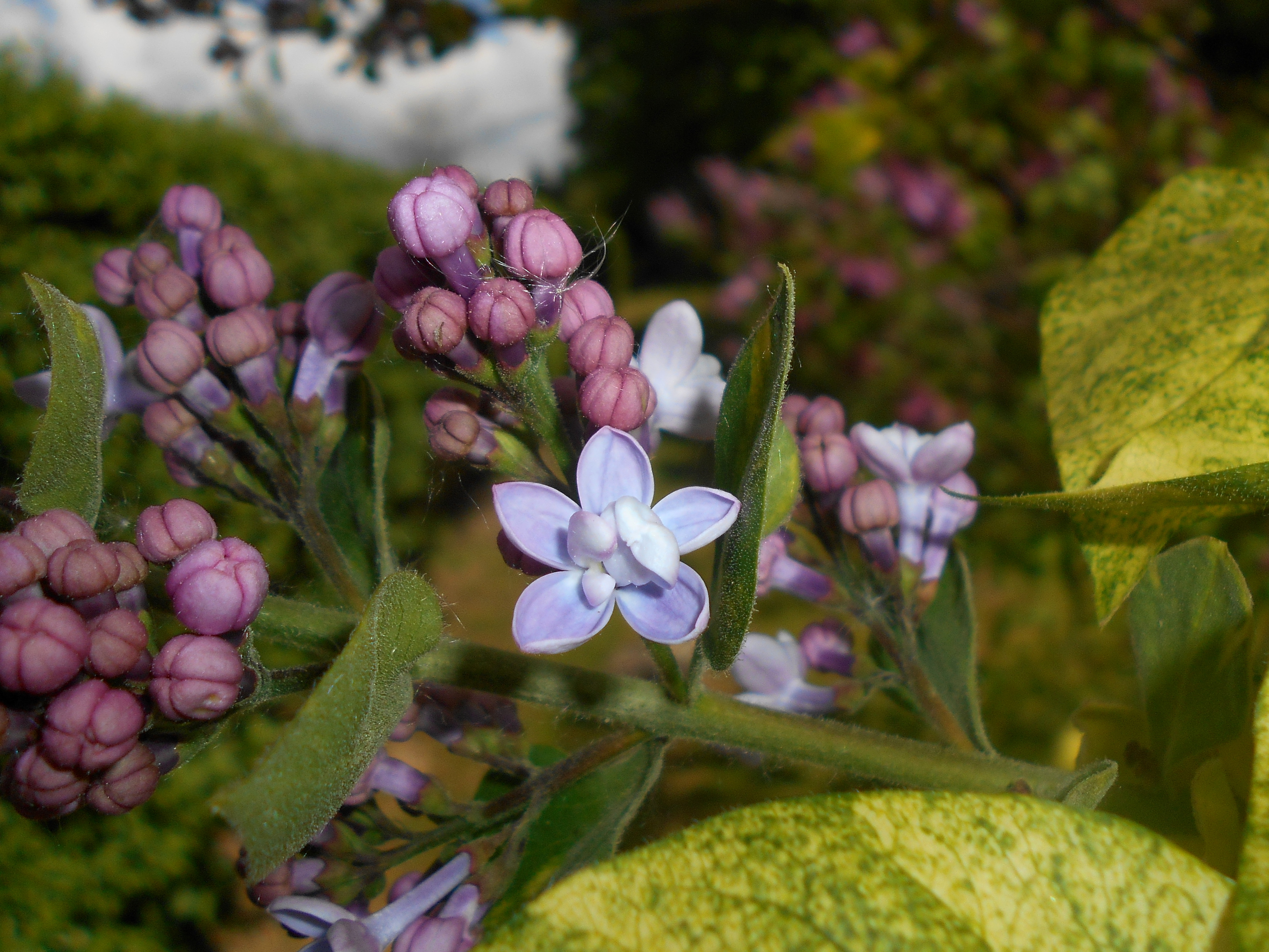

## Агротехника
Зоны морозостойкости: от 3а до более тёплых.
Размножают прививкой и зелёным черенкованием.